# Алачково
Алачково — деревня в Чеховском районе Московской области, в составе муниципального образования сельское поселение Любучанское (до 29 ноября 2006 года входила в состав Любучанского сельского округа), деревня связана автобусным сообщением с райцентром и соседними населёнными пунктами. Население военного городка Чехов-2, начиная с переписи 2010 года, учитывается в Алачково — с этим связан внезапный рост населения.

## Население
| 2002 | 2006 | 2010  |
| ---- | ---- | ----- |
| 0    | →0   | ↗9770 |

## География
Алачково расположено примерно в 12 км (по шоссе) на северо-восток от Чехова, на запруженной реке Рожайка (правый приток реки Пахры), высота центра деревни над уровнем моря — 188 м. На 2016 год в Алачково зарегистрировано 12 садовых товариществ.